# 43-я воздушная армия дальней авиации
43-я воздушная армия дальней авиации (43 ВА ДА) — воздушная армия в составе Командования дальней авиации Военно-воздушных сил Вооружённых сил СССР.

## История организационного строительства
- Объединение сформировано как 8-я воздушная армия (8 ВА) в соответствии с приказом Наркома обороны СССР, от 9 июня 1942 года, преобразованием 13 июня 1942 года ВВС Юго-Западного фронта с прибывшими в их состав из резерва Ставки Верховного Главнокомандования авиационными дивизиями и полками. С момента образования формирование входило в состав Юго-Западного фронта. В Сталинградской битве находилась в составе Юго-Восточного, затем (с 12 июля 1942 года) Сталинградского фронта. Позднее в составе Южного фронта (20 октября 1943 года переименован в 4-й Украинский). Во время Львовско-Сандомирской операции находилась в составе 1-го Украинского фронта.
- 25 августа 1945 года 4-й Украинский фронт на основании приказа Наркома обороны Союза ССР, от 9 июля 1945 года, расформирован, его полевое управление обращено на формирование Прикарпатского военного округа РККА, а 8-я воздушная армия бо́льшую часть своих соединений передала в состав вновь образованных ВВС Прикарпатского военного округа. Управление 8-й воздушной армии было перебазировано в город Винница, где 9 апреля 1946 года было переформировано в управление 2-й воздушной армии дальней авиации.
- 20 февраля 1949 года на основании директивы Генерального штаба Советской Армии 2-я воздушная армия дальней авиации переименована в 43-ю воздушную армию дальней авиации.
- В связи с сокращениями ВВС 43-я воздушная армия дальней авиации 1 июля 1960 года переформирована, не меняя дислокации штаба, в 43-ю ракетную армию РВСН, а авиационные части сведены во 2-й отдельный тяжёлый бомбардировочный авиационный корпус.
- 43-я ракетная армия (упоминается также как Винницкая ракетная армия) была сформирована к 1 сентября 1960 года[1]. В связи с распадом СССР 6 декабря 1991 года 43-я ракетная армия вышла из состава Ракетных войск стратегического назначения СССР. Личный состав армии принял присягу на верность народу Украины.

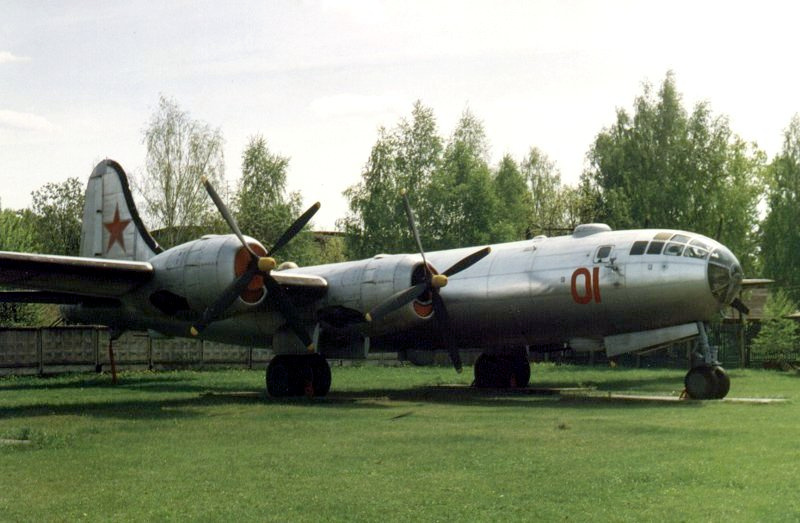
Основной самолёт армии с 1949 по 1956 годы — Ту-4. На фото единственный сохранившийся в России экземпляр самолёта в музее в Монино.

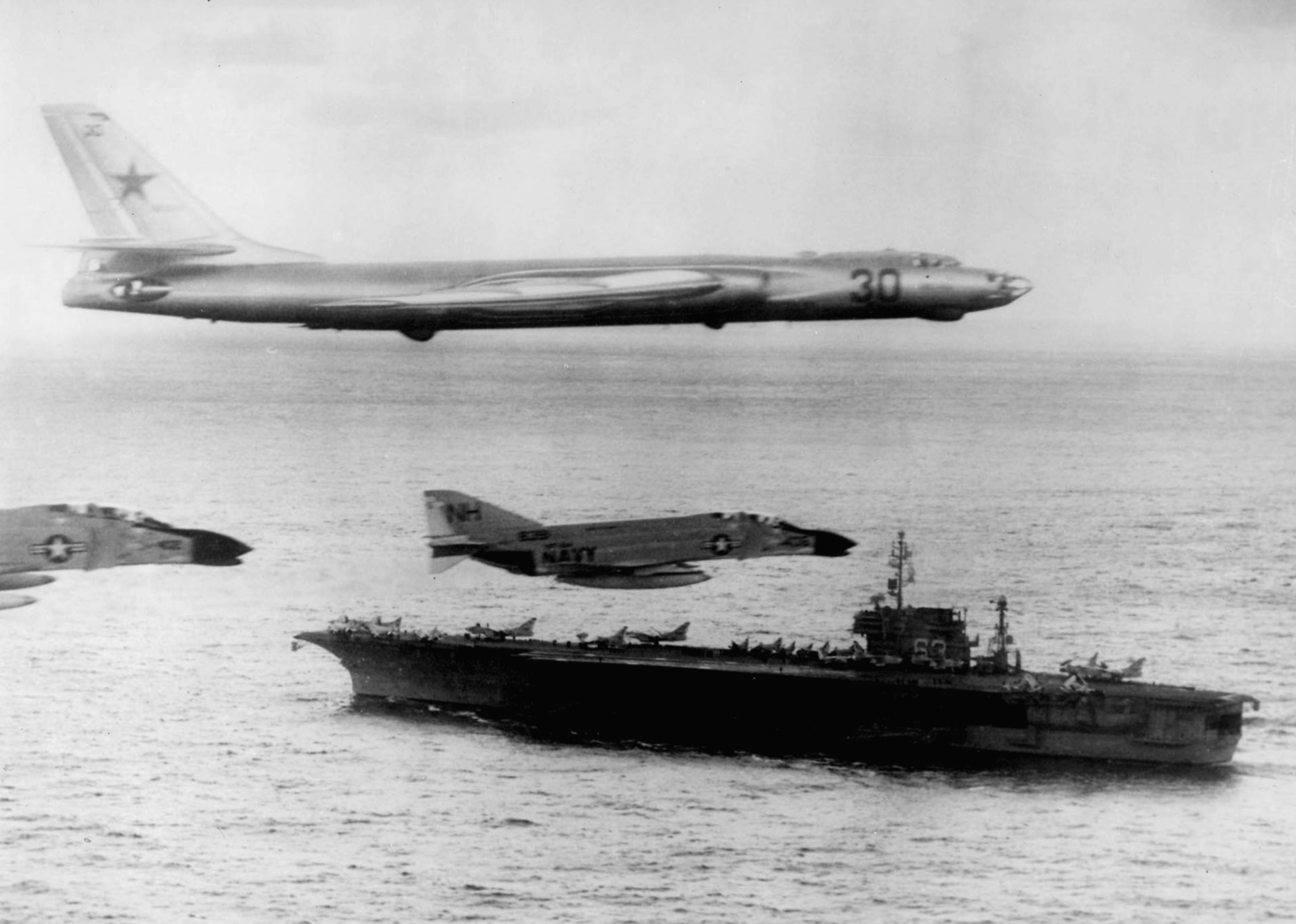
Самолёт Ту-16 стал основным самолётом армии с середины 50-х годов прошлого века. Он способен был выполнять полёты на стратегическую глубину. На фото показан самолёт Ту-16 возле авианосца Китти Хоук, его сопровождает пара истребителей F-4E Phantom II.

## История наименований
- ВВС Юго-Западного военного округа (21.04.1922 — 27.05.1922);
- ВВС Украинского военного округа (27.05.1922 — 17.05.1935);
- ВВС Киевского военного округа (17.05.1935 — 26.07.1938);
- ВВС Киевского особого военного округа (26.07.1938 — 24.06.1941);
- ВВС Юго-Западного фронта (с 22 июня 1941 года)[2];
- 8-я воздушная армия (13 июня 1942 года)[2];
- 2-я воздушная армия дальней авиации (9 апреля 1946 года)[2];
- 43-я воздушная армия дальней авиации (20 февраля 1949 года)[2];
- 43-я ракетная армия (1 июля 1960 года)[2];
- Войсковая часть 29702 (до 04.1946 г.)[2];
- Войсковая часть 35564 (после 04.1946 г.)[2].

## Боевой состав
После переименования армии боевой состав остался в прежнем виде, некоторые соединения и части также были переименованы:
- 70-й гвардейский бомбардировочный авиационный Брянский корпус (Полтава, Полтавская область)[2]:
  - 139-я гвардейская бомбардировочная авиационная Севастопольско-Берлинская дивизия (Полтава, Полтавская область)[2]:
    - 182-й гвардейский бомбардировочный авиационный Севастопольско-Берлинский Краснознамённый полк (Прилуки, Полтавская область, Ил-4);
    - 183-й гвардейский авиационный бомбардировочный Смоленско-Берлинский Краснознамённый полк (Узин, Киевская область, Ил-4);
    - 184-й гвардейский бомбардировочный авиационный Полтавско-Берлинский Краснознамённый полк (Прилуки, Полтавская область, Ил-4);
    - 172-й гвардейский бомбардировочный авиационный Смоленско-Будапештский дважды Краснознамённый полк (Прилуки, Полтавская область, Ил-4);

  - 13-я гвардейская бомбардировочная авиационная Днепропетровско-Будапештская ордена Суворова дивизия (Полтава, Полтавская область)[2]:
    - 185-й гвардейский тяжёлый бомбардировочный Кировоградско-Будапештский Краснознамённый авиационный полк (Полтава, Полтавская область, Ил-4);
    - 202-й гвардейский бомбардировочный авиационный Севастопольский ордена Суворова полк (Миргород, Полтавская область, Ил-4);
    - 224-й гвардейский бомбардировочный авиационный Ржевско-Будапештский Краснознамённый полк (Полтава, Полтавская область, Ил-4);
    - 226-й гвардейский бомбардировочный авиационный Сталинградско-Катовицкий Краснознамённый полк (Полтава, Полтавская область, Ил-4);
- 81-й гвардейский бомбардировочный авиационный Гомельский корпус (Киев, Киевская область)[2]:
  - 14-я гвардейская бомбардировочная авиационная Брянско-Берлинская Краснознамённая дивизия (Канатово (Кировоград), Кировоградская область)[2]:
    - 198-й гвардейский бомбардировочный авиационный Севастопольский Краснознамённый полк (Канатово (Кировоград), Кировоградская область, North American B-25 Mitchell);
    - 199-й гвардейский бомбардировочный авиационный Брестский полк (A-20G[3], В-25 с декабря 1944 года) (Канатово (Кировоград), Кировоградская область, North American B-25 Mitchell);
    - 229-й гвардейский бомбардировочный авиационный Рославльский Краснознамённый полк (Канатово (Кировоград), Кировоградская область, North American B-25 Mitchell);
    - 250-й гвардейский бомбардировочный авиационный полк (Канатово (Кировоград), Кировоградская область, North American B-25 Mitchell).

  - 15-я гвардейская бомбардировочная авиационная Гомельская дивизия (Озёрное Житомирская область)[2]:
    - 201-й гвардейский бомбардировочный авиационный Смоленский Краснознамённый полк (Озёрное Житомирская область, North American B-25 Mitchell);
    - 238-й гвардейский бомбардировочный авиационный Севастопольский полк (Озёрное Житомирская область, North American B-25 Mitchell);
    - 251-й гвардейский бомбардировочный авиационный полк (Борисполь, Киевская область, North American B-25 Mitchell);
    - 341-й бомбардировочный авиационный полк (Озёрное Житомирская область, North American B-25 Mitchell).

Начиная с 1949 года части армии начали получать новую авиационную технику — самолёты Ту-4, оснащённые системой дозаправки топливом в воздухе и способные нанести ответные удары по передовым базам США в Западной Европе, в том числе в Англии. Бомбардировочные корпуса, их дивизии и полки к своему наименованию получили дополнительное наименование «тяжёлые».

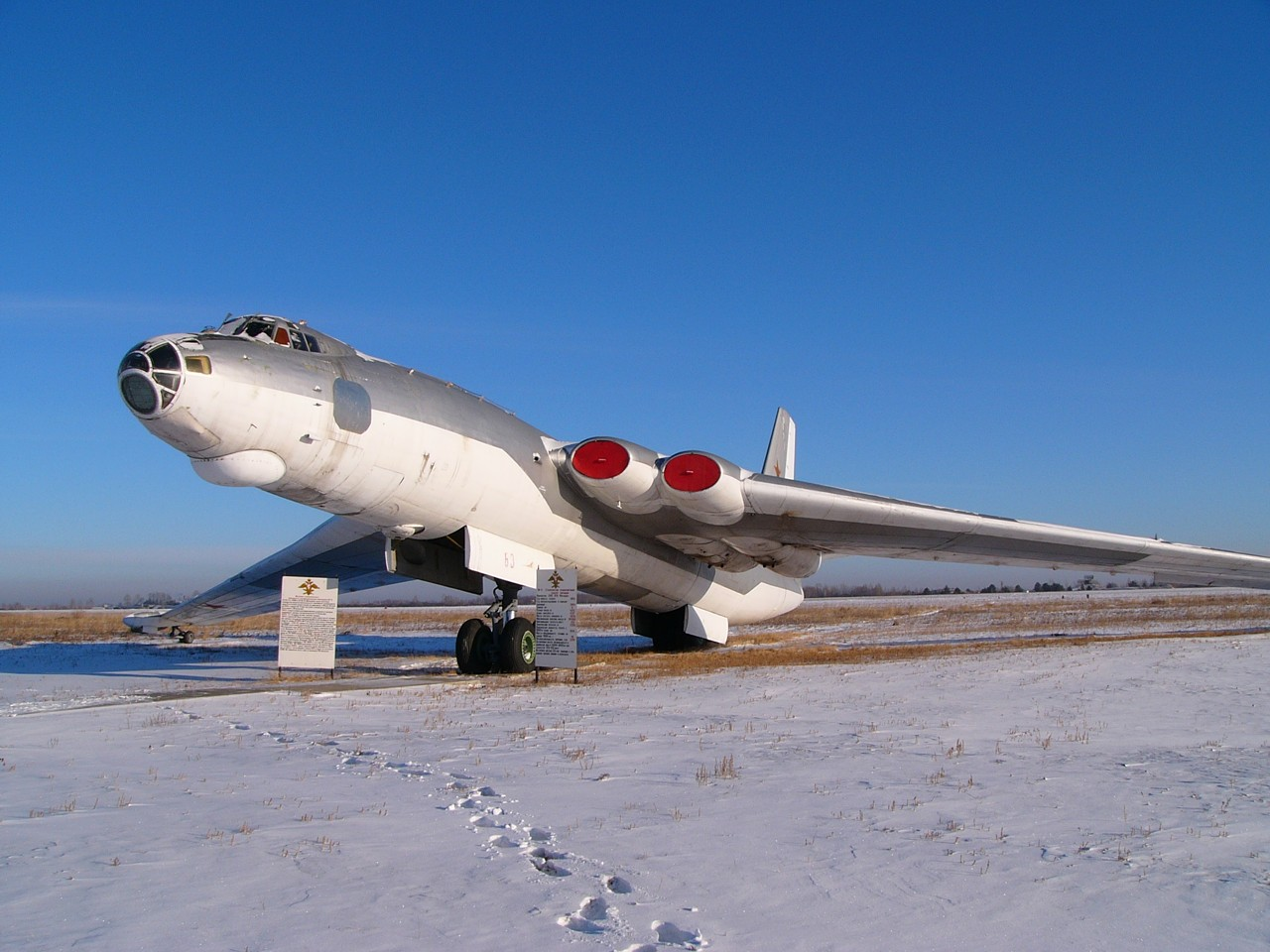
Самолёт Мясищева М4 был на вооружении 201-й тяжёлой бомбардировочной авиадивизии до 1957 года. Самолёт обладал высокими показателями дальности и продолжительности полёта. На фото представлен самолёт М4 на аэродроме «Украинка».

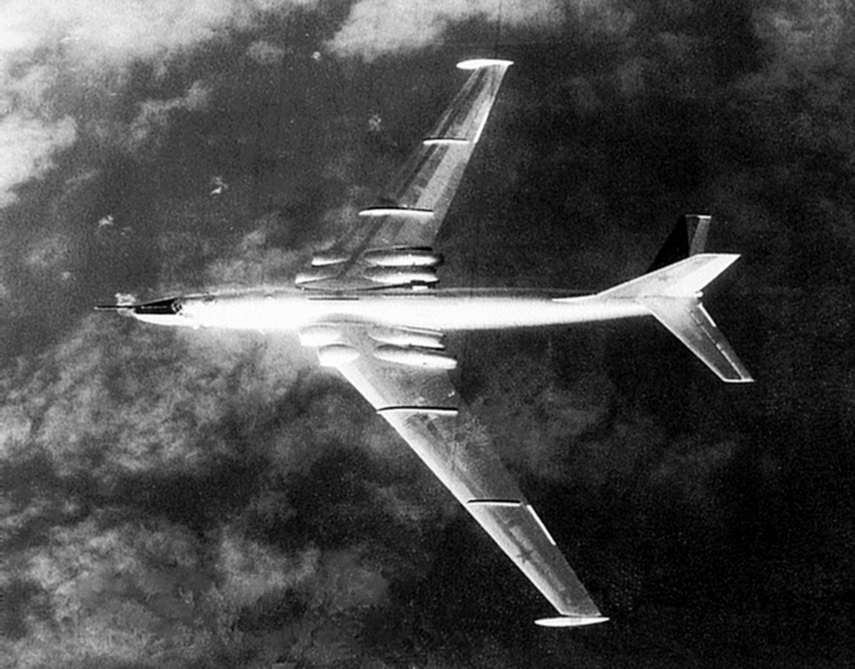
Самолёт Мясищева 3М был на вооружении 201-й тяжёлой бомбардировочной авиадивизии с 1957 года. Самолёт обладал высокими показателями дальности и продолжительности полёта. Фото было сделано с самолёта-перехватчика ВМС США с авианосца в западной части Тихого океана в период Вьетнамской войны с 27 января по 10 октября 1968 года.

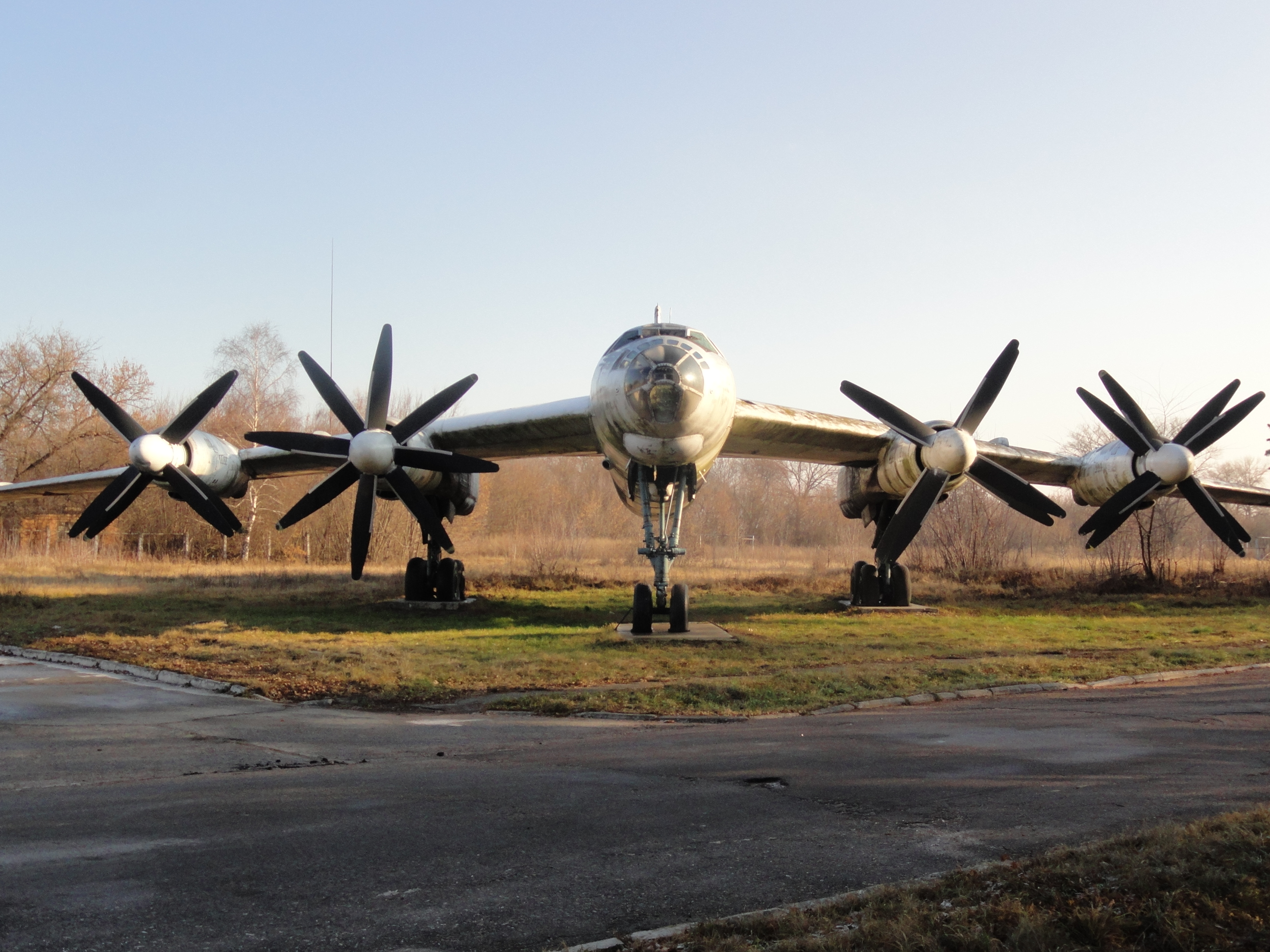
Самолёт Ту-95 106-й тяжёлой бомбардировочной авиационной дивизии на постаменте на аэродроме Узин.

В 1951 году на аэродроме Стрый Львовской области была сформирована 204-я тяжёлая бомбардировочная авиационная дивизия в составе:
- 175-й бомбардировочный авиационный полк (Стрый Львовская область, Ту-4);
- 260-й бомбардировочный авиационный орденов Суворова и Кутузова полк (Стрый Львовская область, Ту-4).

Дивизия вошла в состав 81-го гвардейского тяжёлого бомбардировочного авиационного Брянско-Будапештского корпуса.
В 1955 году в состав 70-го гвардейского бомбардировочного авиационного Брянского корпуса вошла 201-я тяжёлая бомбардировочная авиационная дивизия, сформированная в составе корпуса в сентябре 1954 года на аэродроме Энгельс Саратовской области в составе:
- 1096-й тяжёлый бомбардировочный авиационный полк на самолётах М-4 сформированный на аэродроме Энгельс;
- 1230-й тяжёлый бомбардировочный авиационный полк на самолётах М-4, сформированный на аэродроме Узин, с базированием на аэродроме Энгельс.

В мае 1955 года в состав 81-го гвардейского тяжёлого бомбардировочного авиационного Брянско-Будапештского корпуса вошла сформированная на аэродроме Узин 106-я тяжёлая бомбардировочная авиационная дивизия в составе:
- 409-й тяжёлый бомбардировочный авиационный полк на самолётах Ту-95, сформированный на аэродроме Узин;
- 1006-й тяжёлый бомбардировочный авиационный полк на самолётах Ту-95, сформированный на аэродроме Узин.

С 1956 года все полки армии переучивались на новые самолёты — Ту-16, тяжёлый двухмоторный реактивный многоцелевой самолёт с возможностью доставки ядерных боеприпасов. Полки 201-й тяжёлой бомбардировочной авиадивизии получили новые самолёты 3М. В августе 1956 года 70-й гвардейский бомбардировочный авиационный Брянский корпус и 81-й гвардейский тяжёлый бомбардировочный авиационный Брянско-Будапештский корпус были расформированы, все входящие в них соединения и части вошли в прямое подчинение 43-й воздушной армии дальней авиации.
По состоянию на 1958 год боевой состав армии включал:
- 13-я гвардейская бомбардировочная авиационная Днепропетровско-Будапештская ордена Суворова дивизия (Полтава, Полтавская область)[2];
- 14-я гвардейская бомбардировочная авиационная Брянско-Берлинская Краснознамённая дивизия (Канатово (Кировоград), Кировоградская область)[2];
- 15-я гвардейская бомбардировочная авиационная Гомельская дивизия (Озёрное Житомирская область)[2];
- 106-я тяжёлая бомбардировочная авиационная дивизия (Узин Киевская область)[2];
- 139-я гвардейская бомбардировочная авиационная Севастопольско-Берлинская дивизия (Полтава, Полтавская область)[2];
- 201-я тяжёлая бомбардировочная авиационная дивизия (Энгельс Саратовская область)[2];
- 204-я тяжёлая бомбардировочная авиационная дивизия (Стрый Львовская область)[2];
- 477-й отдельный авиационный полк радиоэлектронной борьбе и радиотехнической разведки (Миргород, Полтавской области, Ту-4Р)[2].

## Дислокация
- управление армии (отделы и отделения служб, штаб) — город Винница.
  - дом офицеров — город Винница
- Части и соединения — на территории Украинской ССР (Винницкая область, Полтавская область, Кировоградская область, Киевская область, Житомирская область, Львовская область), на территории РСФСР — Саратовская область[2].

## Командующие армией
- Генерал-лейтенант авиации Аладинский Владимир Иванович, 15.02.1949 — 28.09.1950
- Генерал-лейтенант авиации Тупиков Георгий Николаевич, 28.09.1950 — 12.04.1951
- Генерал-полковник авиации Жданов Василий Николаевич, 12.04.1951 — 19.01.1954
- Генерал-лейтенант авиации Чучев Григорий Алексеевич, 19.01.1954 — 07.02.1955
- Генерал-лейтенант авиации Счётчиков Георгий Семёнович, 07.02.1955 — 20.09.1958
- Генерал-лейтенант авиации Тупиков Георгий Николаевич, 20.09.1958 — 01.07.1960

## Подчинение
| Объединение                  | Период                             |
| ---------------------------- | ---------------------------------- |
| Командование дальней авиации | февраль 1949 года — июль 1960 года |